# 钱江世纪城站
钱江世纪城站是杭州地铁2号线和杭州地铁6号线的一个车站，位于中华人民共和国浙江省杭州市萧山区市心北路钱江世纪城钱江世纪公园内，庆春路过江隧道东口西北侧。

## 车站结构
钱江世纪城2号线、6号线均为地下岛式站台，2号线在上，6号线在下。2号线车站结构总长323.59m，在站台南侧设有一道单渡线和6号线联络线接口1。
- 注1：此预留已作废。

### 楼层分布
| 1层  | 地面               | 出入口                                     |  |  |
| -1层 | 站厅               | 自动售票机、客服中心、商店、卫生间、商业区 |  |  |
| -2层 |                    | █ 2号线 往朝阳（盈丰路）                   |  |  |
|      | 岛式站台，左侧开门 |                                            |  |  |
|      |                    | █ 2号线 往良渚（钱江路）                   |  |  |
| -3层 |                    | █ 6号线 往桂花西路或双浦（博览中心）       |  |  |
|      | 岛式站台，左侧开门 |                                            |  |  |
|      |                    | █ 6号线 往枸桔弄（丰北）                   |  |  |

### 站厅

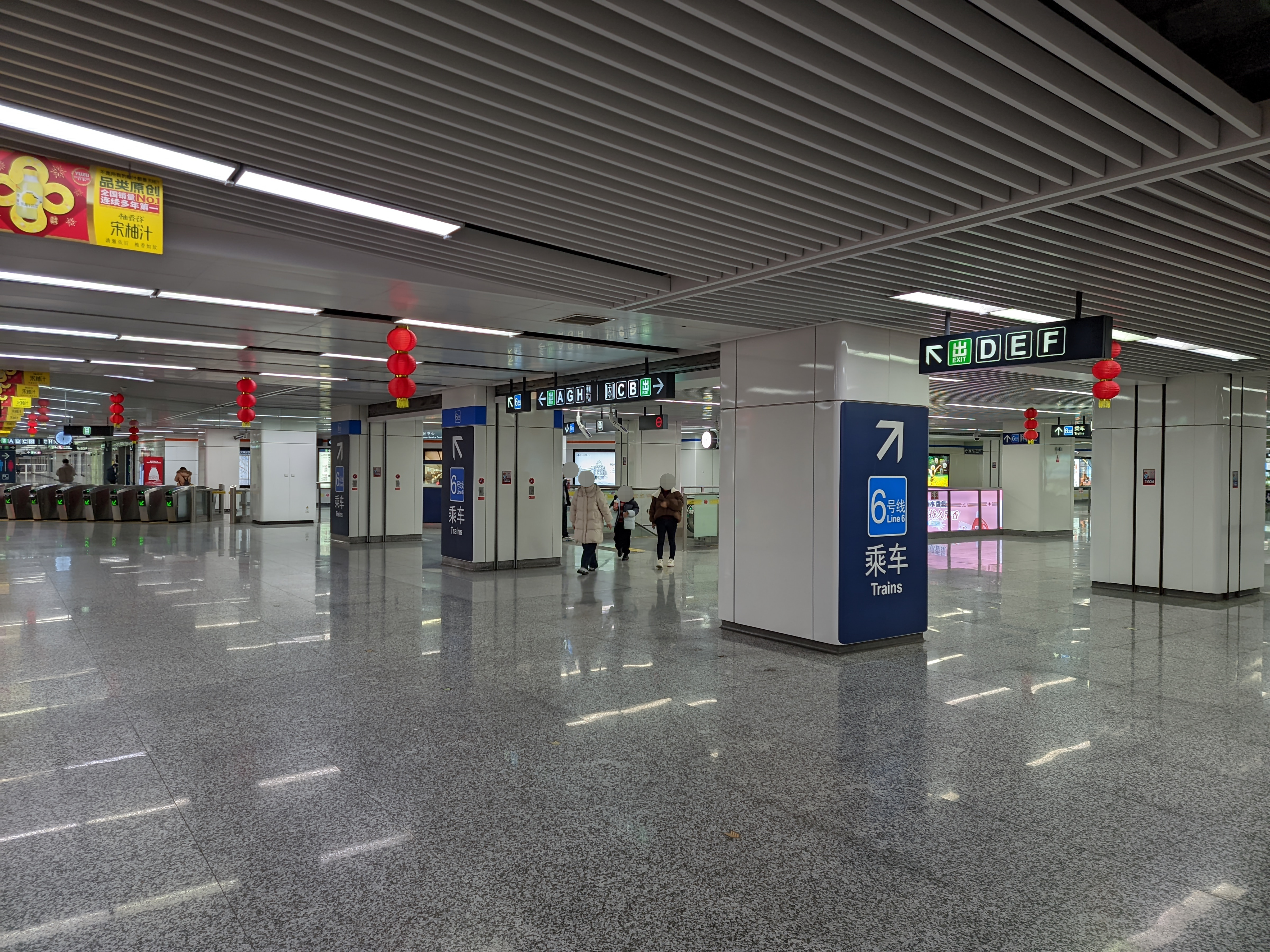
站厅
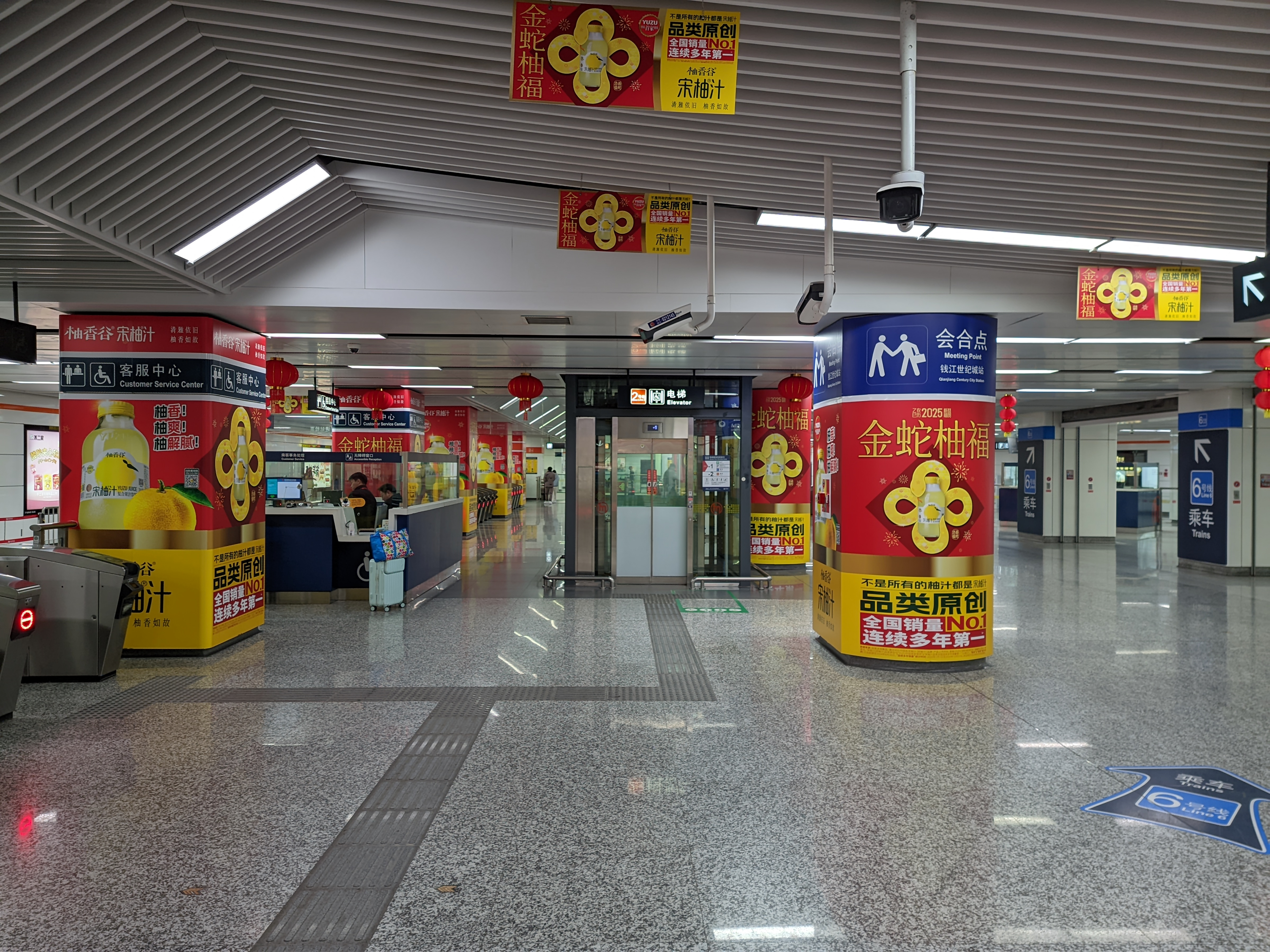
2号线站厅
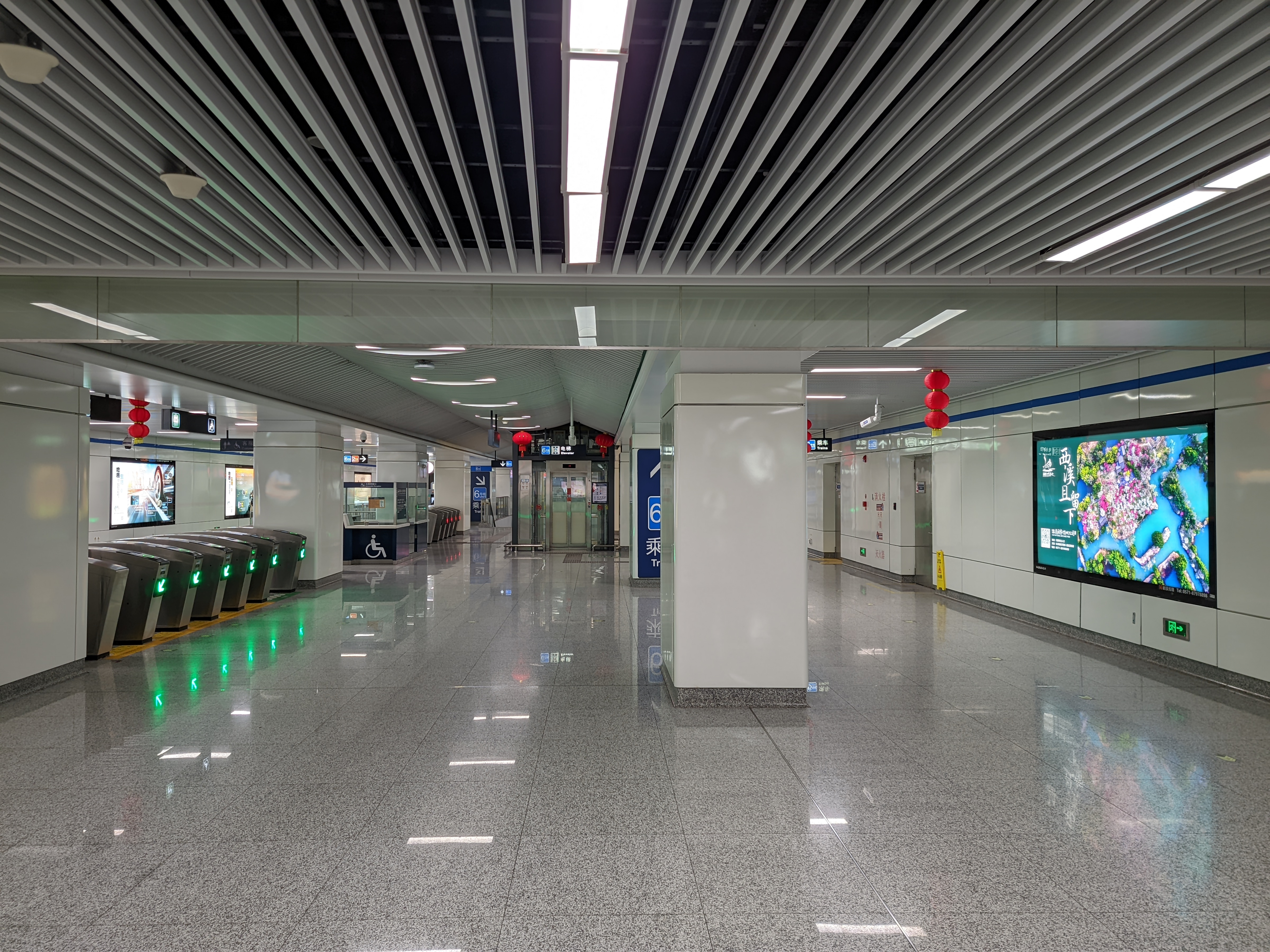
6号线站厅
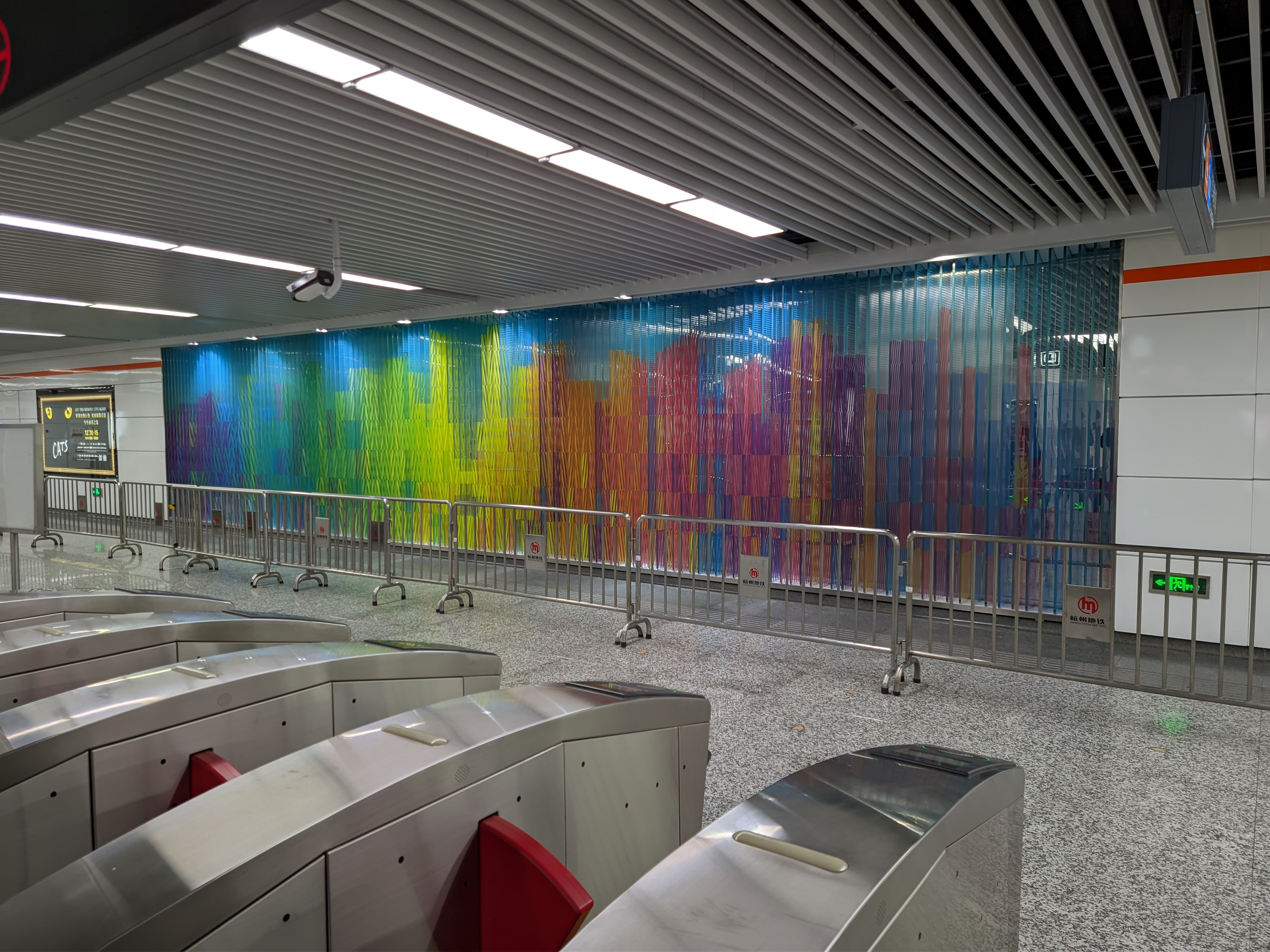
站厅内艺术作品《梦幻钱江》

钱江世纪城站站厅位于地下一层，票务服务、自动售票机以及安检进站在该层完成。站厅设有一面名为《梦幻钱江》的艺术墙，由杭州奥体中心建筑色彩研究与设计团队制作。艺术墙以车站附近杭州奥体博览城的主题“熠彩星云”为创意，通过厚薄不一、颜色各异的亚克力、LED灯管的巧妙排布，展现了钱江世纪城的建筑群，以象征杭州的时代画卷。

### 站台

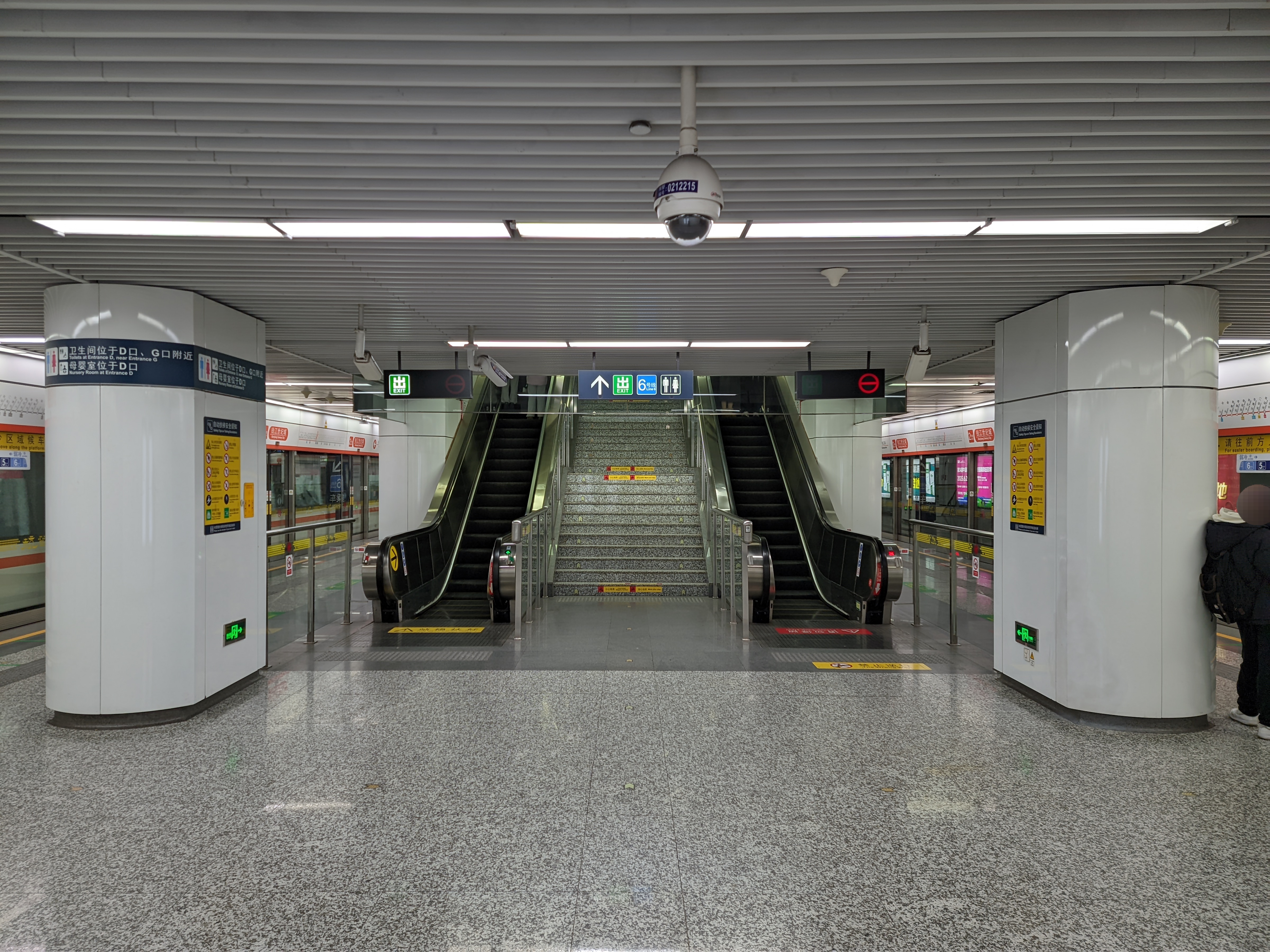
2号线站台
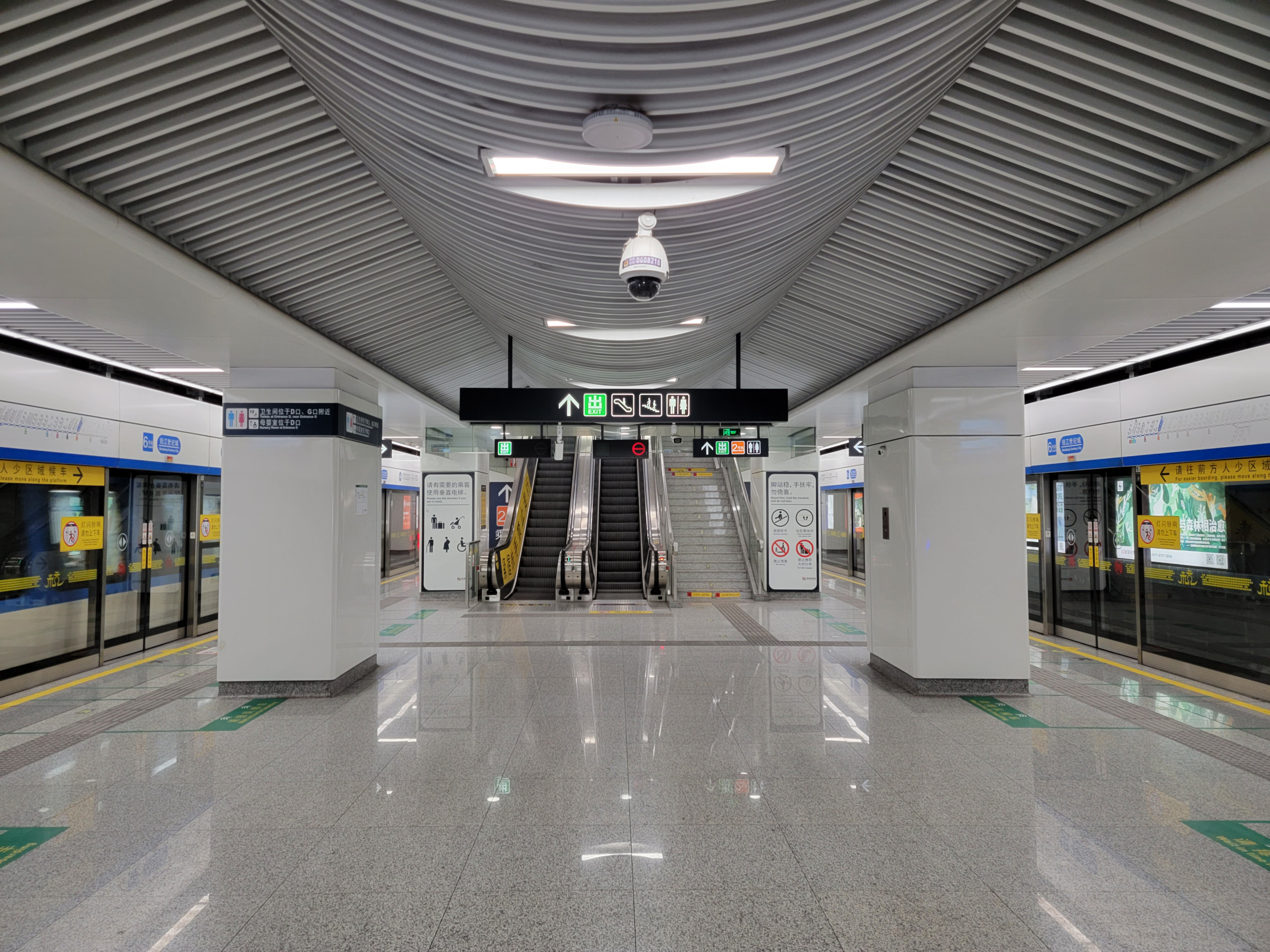
6号线站台
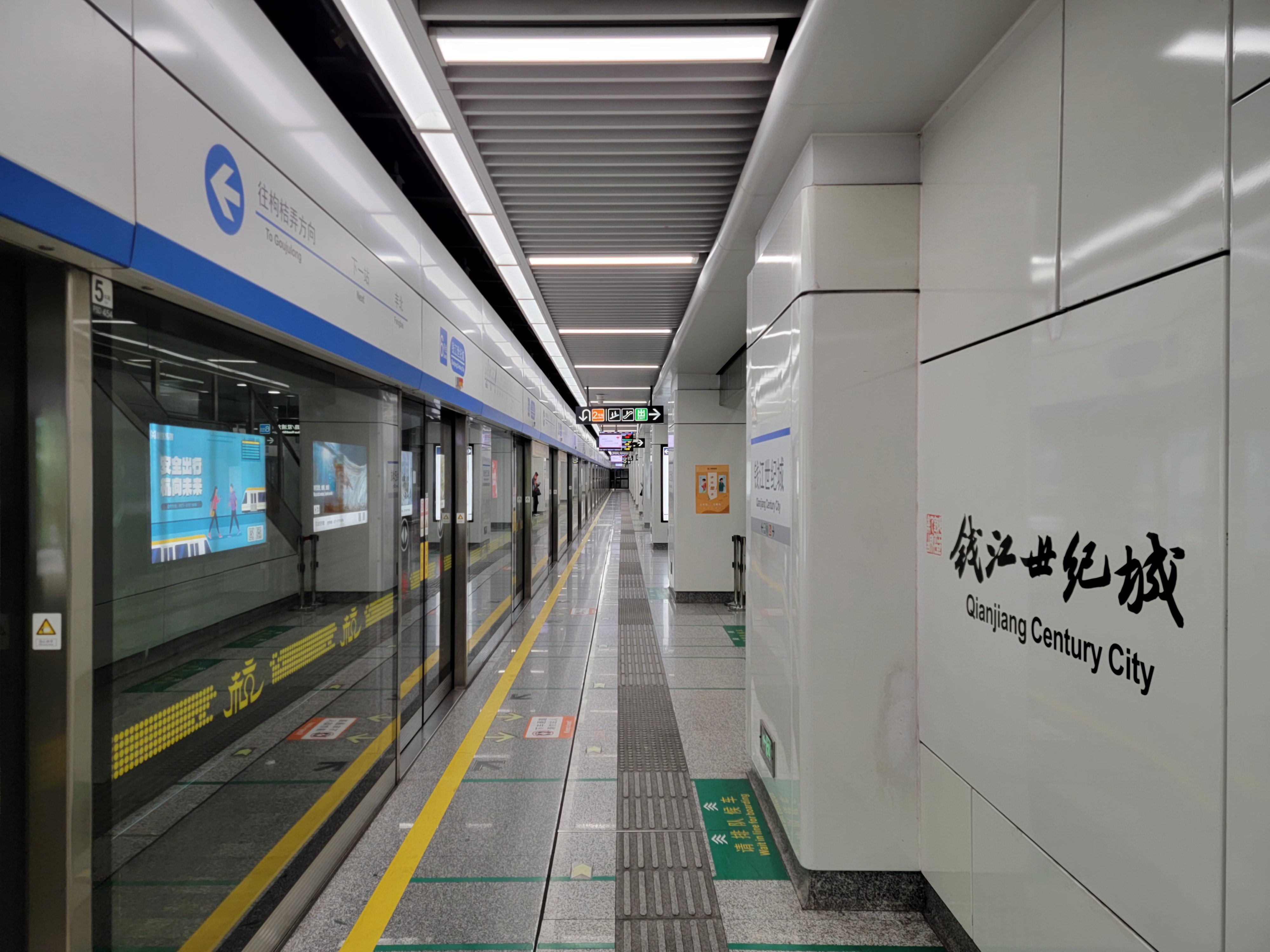
6号线站台
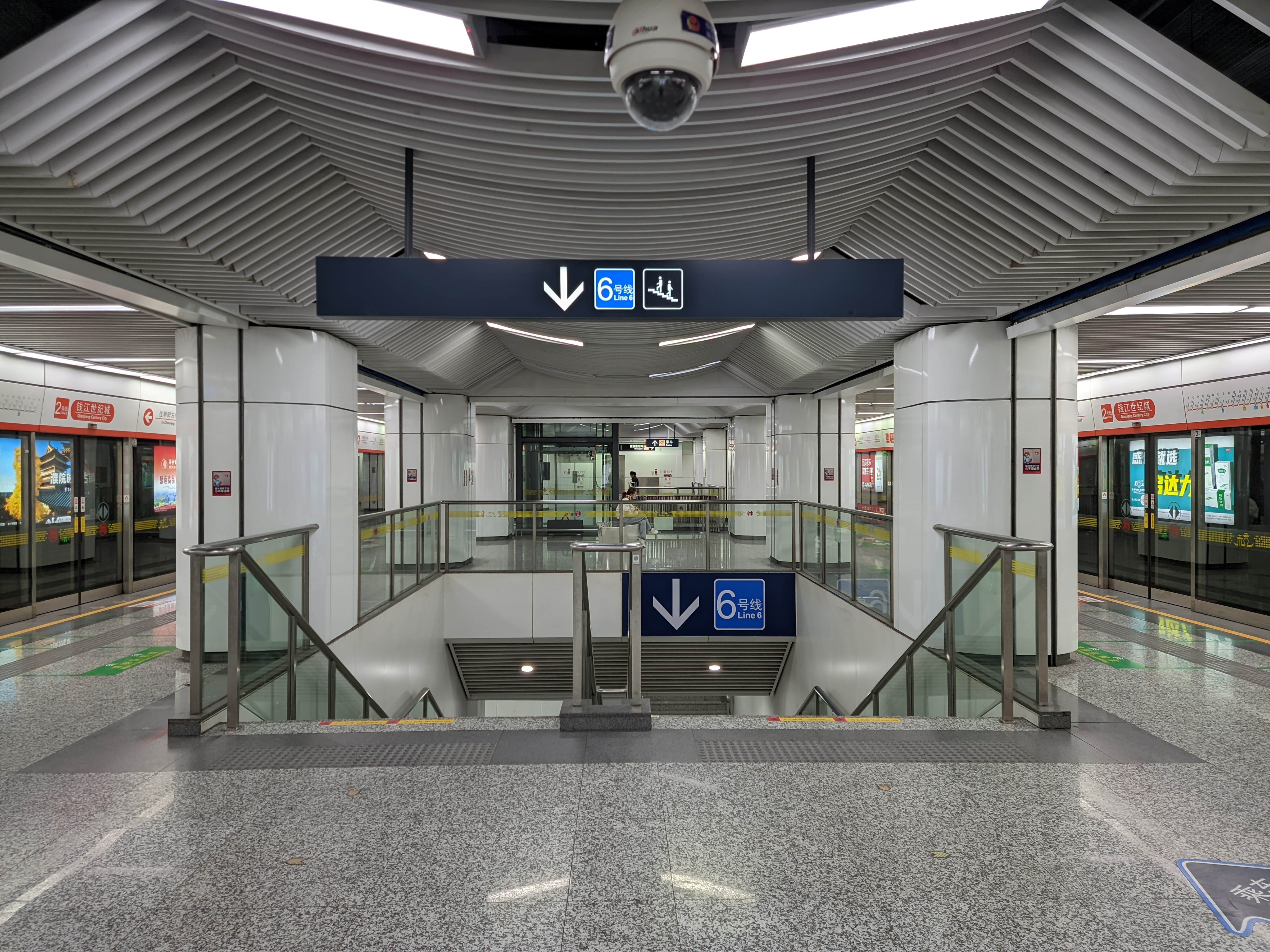
2号线站台上的换乘通道
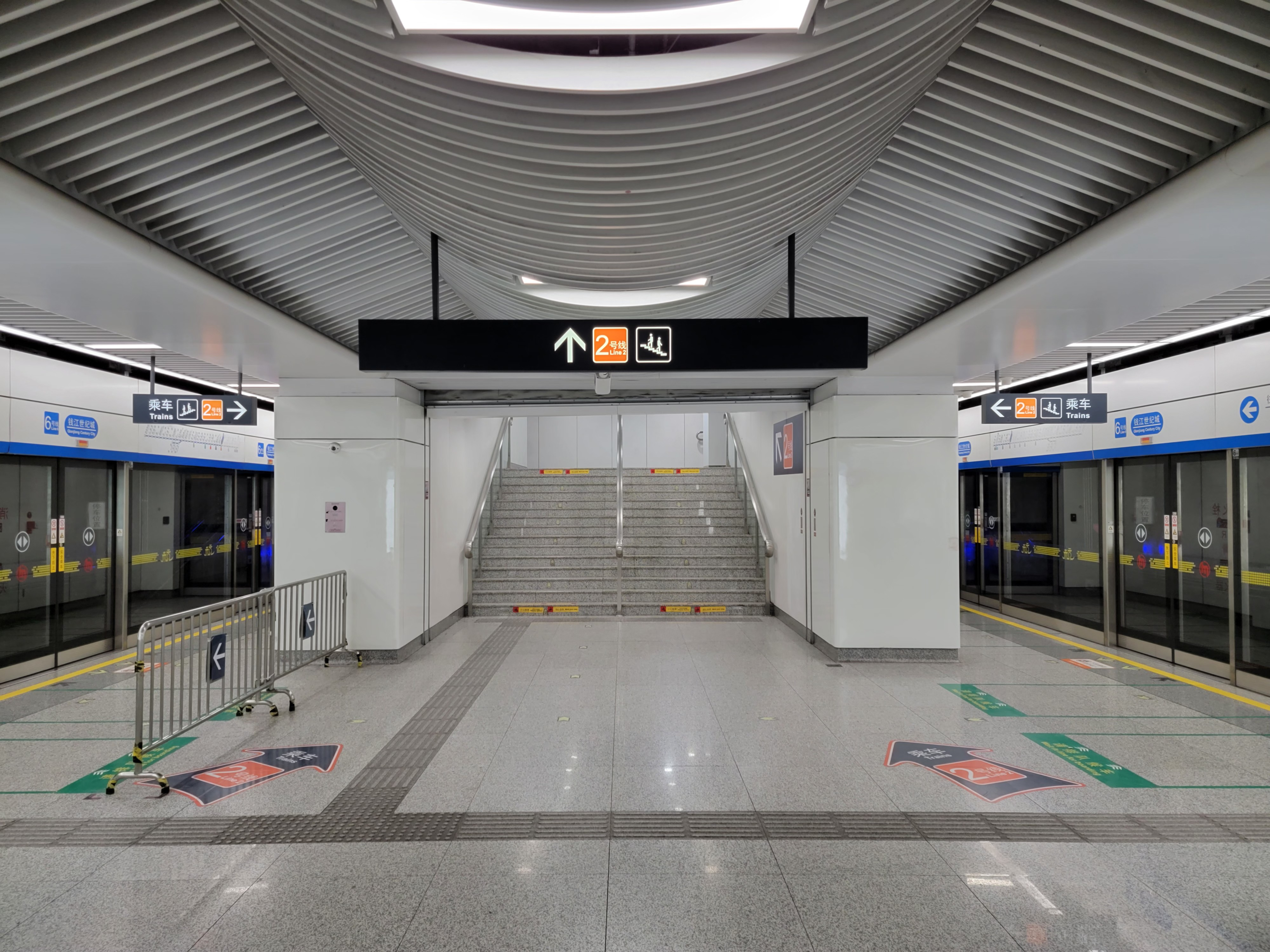
6号线站台上的换乘通道

2号线站台位于地下二层，为岛式站台；6号线站台位于地下三层，同样为岛式站台，与2号线站台呈垂直交叉。两个站台间有楼梯连接，楼梯位于2号线站台中部，6号线站台北部。

### 出入口

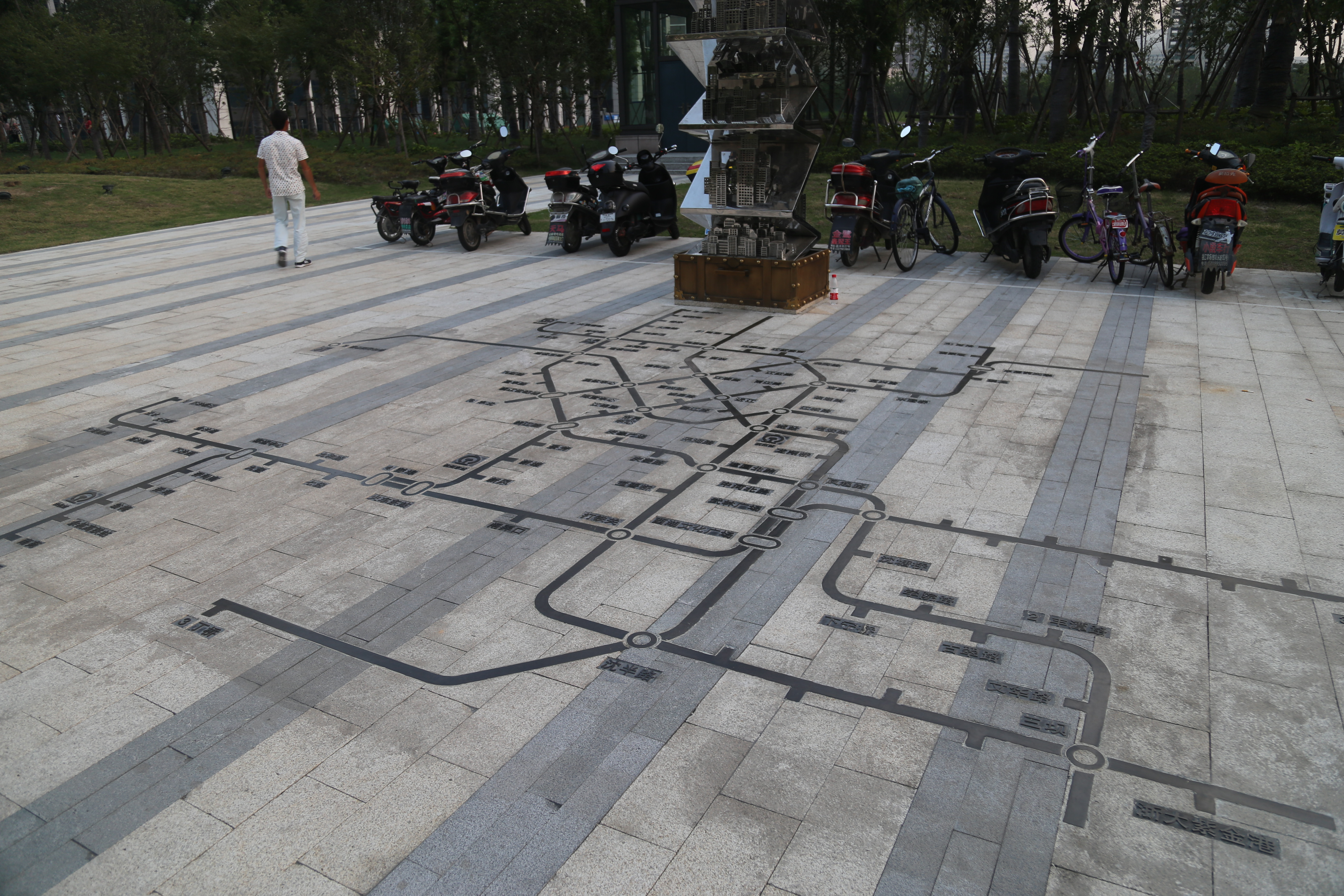
站外地面装饰

该站开通初期只开放F出口，B口作为消防疏散口，其他出口暂缓开通。2017年3月11日，地铁上方的钱江世纪公园完工，车站B、C出入口开通。2020年12月，车站原F口更变为A1口。
| 编号                                                                      | 指示                  | 建议前往的目的地                                                       | 图片 |
| ------------------------------------------------------------------------- | --------------------- | ---------------------------------------------------------------------- | ---- |
| A1                                                                        | 市心北路南侧          | 市心北路、平澜路 朝龙汇大厦、朝龙汇·大家天地、丽晶国际中心、山水时代   |      |
| B                                                                         | 平澜路西侧            | 平澜路、秋韵路 钱江世纪公园                                            |      |
| C                                                                         | 春音街                | 春音街、平澜路 钱江世纪公园                                            |      |
| D                                                                         | 平澜路西侧            | 平澜路、民和路                                                         |      |
| E1                                                                        | 民和路北侧 平澜路西侧 | 民和路、平澜路                                                         |      |
| E2                                                                        | 民和路北侧 平澜路东侧 | 民和路、平澜路 朝龙汇大厦、朝龙汇·大家天地、保亿中心、宝盛世纪中心     |      |
| E3a                                                                       | 民和路南侧 平澜路西侧 | 民和路、平澜路、利一路 传话大厦、天人大厦、绿都·国金中心、世华帝宝大厦 |      |
| E3b                                                                       | 平澜路西侧 民和路南侧 | 平澜路、民和路 浙江商会大厦、天人大厦、绿都·国金中心、世华帝宝大厦     |      |
| E4                                                                        | 民和路南侧 平澜路西侧 | 民和路、平澜路 御金台                                                  |      |
| F1F2                                                                      | 平澜路东侧            | 平澜路、民和路 朝龙汇大厦、朝龙汇·大家天地                             |      |
| G                                                                         | 平澜路东侧            | 市心北路、平澜路 朝龙汇大厦、朝龙汇·大家天地                           |      |
| H1                                                                        | 市心北路南侧          | 旗胜弄、市心北路 朝龙汇大厦、朝龙汇·大家天地、保亿中心、宝盛世纪中心   |      |
| H2a                                                                       | 市心北路南侧          | 市心北路 保亿中心、宝盛世纪中心、泰隆银行、山水时代                    |      |
| 註： 设有卫生间 \| 设有第三卫生间 \| 设有母婴室 \| 设有电梯 \| 设有商业区 |                       |                                                                        |      |

## 车站周边
- 朝龙汇
- 钱江世纪公园
- 丽晶国际
- 广孚中心
- 保亿中心
- 宝盛世纪中心
- 传化大厦
- 浙江商会大厦

## 接驳交通
- 杭州公交

E1、E1口：地铁钱江世纪城站E口
- 杭州公共自行车

## 历史

2号线东南段开通当日，列车快速通过钱江世纪城站不停车

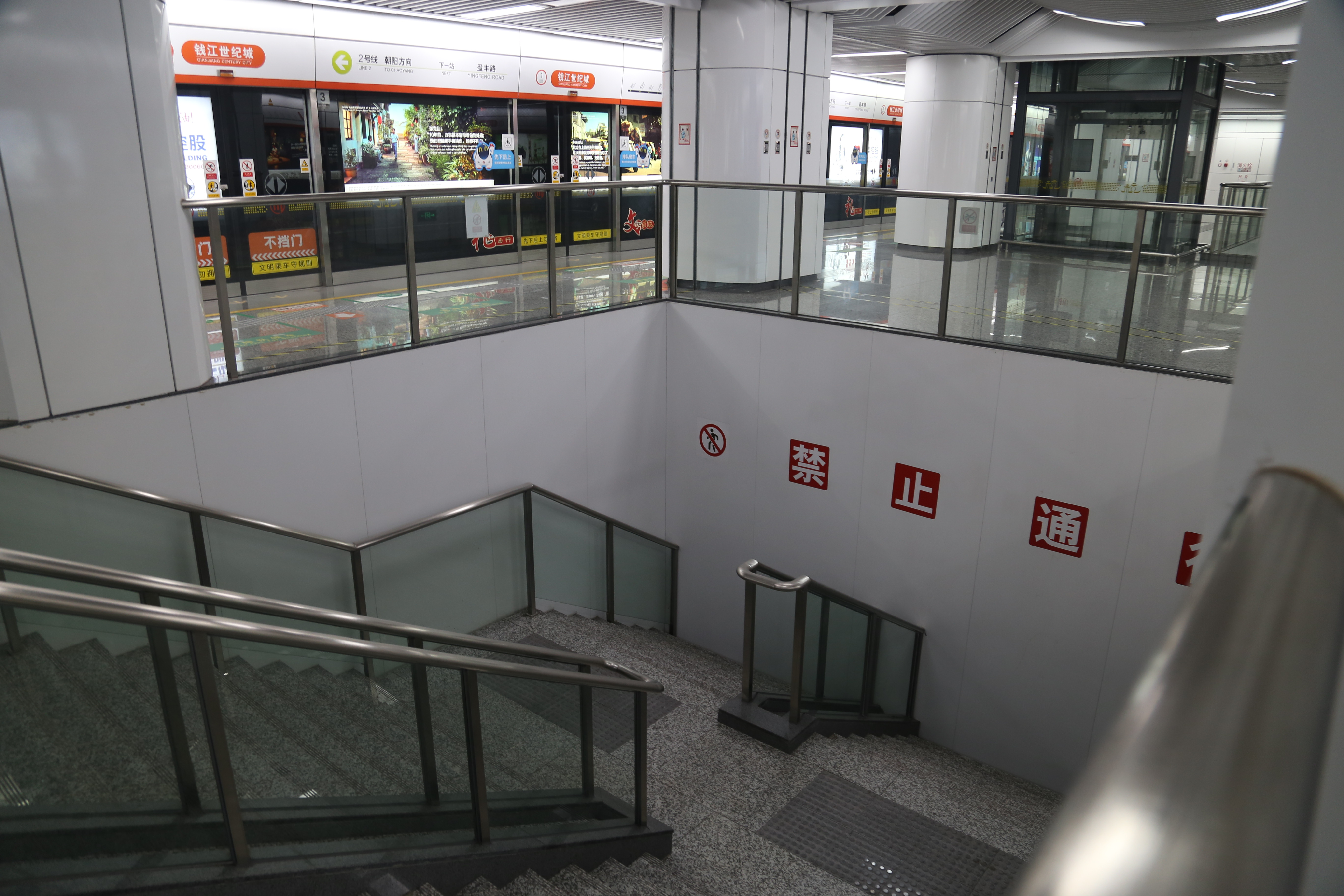
预留的换乘通道

杭州地铁2号线东南段于2014年11月24日正式开通时，虽然已经和同期开通的车站通过验收，但钱江世纪城站因地块偏僻，周围均为宁围街道的围垦地，地面道路尚未完工；导致客流不足从而暂缓开通（列车以大约50千米每小时的速度飞站通过）。同时列车报站为“乘客们请注意，钱江世纪城暂缓开通，车门将不会打开，谢谢配合”。
2016年4月28日，钱江世纪城站正式开通。但仅开放F出口，其他出口将待客流需求以及周边硬件建设达到条件后方能开通。
2019年5月31日下午13点09分，钱江世纪城站往朝阳方向站台一面高站台门玻璃突然炸裂，部分玻璃掉落轨行区，现场无乘客受伤。玻璃已于当日傍晚时分修复。
2020年12月，6号线开通前夕，原F出口更改为A1出口，预留的A、E1、E2出口更改为A2、H2b、H2a出口；30日，6号线车站开通运营。